# Шик, Клеменс
Клеменс Шик (нем. Clemens Schick; род. 15 февраля 1972 года) — немецкий актёр, звезда кино и телевидения, модель, политический активист и защитник прав человека из Германии.

## Биография
С 1998 года он снялся более чем в семидесяти фильмах, включая главные роли как в немецких, так и в международных постановках. Он появлялся в различных крупных немецких и международных телевизионных постановках и сериалах.
Он также сыграл несколько ведущих театральных ролей в классических пьесах, таких как Уильям Шекспир «Ричард III», Фридрих Шиллер «Дон Карлос» и Теннесси Уильямс «Кот на раскалённой жестяной крыше».
Шик открыто политически активен и является активным членом Немецкой социал-демократической партии (СДПГ). Он является активным сторонником вопросов прав человека и членом комитета немецкого отделения Human Rights Watch.

## Жизнь
Клеменс родился в Тюбингене (Германия). Сын учителя и прокурора, у него четверо братьев и сестёр, в том числе сестра и старший брат. Он учился в средней школе Гёльдерлина в Штутгарте, которую окончил в 1992 году. После окончания университета он поступил в Академию исполнительских искусств (AdK) в Ульм.
После одного года учёбы тогдашний 22-летний Клеменс решил покинуть Германию и направился во Францию, где он намеревался присоединиться к монастырю общины Тэзе в Тэзе (Сона и Луара). Однако после восьмимесячного пребывания он вернулся в Германию, где поступил в Берлинскую театральную школу. Он закончил учёбу в 1996 году, профинансировав своё студенческое время, работая неполный рабочий день в качестве ландшафтного садовника, вышибалы и официанта в ресторанах и пабах в Берлин-Митте и Пренцлауэр-Берг.
В интервью мужскому журналу Gala Шик выступил в сентябре 2014 года как гомосексуалист. Он заявил, что его не интересуют ярлыки «гей» или «гетеросексуал», и он влюбляется как в мужчин, так и в женщин, но встречается только с мужчинами. В прошлом у него было несколько подружек, в том числе немецкая актриса Бибиана Беглау, с которой он недолго встречался в 2010 году. Сегодня он живёт в Кройцберге, в центре Берлина.

## Работа в театре
Актёр с признанной любовью к жизни на классической сцене, Клеменс имеет большой послужной список выступлений и ведущих ролей как в современных, так и в классических театральных постановках, в основном в немецких театрах.
Его карьера включает в себя выступления в Штаатсшаушпиль Дрезден, Шаушпиль Франкфурт, Шаушпильхаус Вена, Софиенсаелен, Кампнагель, Государственный театр Штутгарта, Шаушпильхаус Цюрих, Немецкий Шаушпильхаус в Гамбурге, Шаушпильхаус Кёльн и Шаубюне Берлин, где он исполнил партию Ореста в пьесе Хьюго фон Гофмансталя «Электра» в 1999 году и роль подполковника Вершинина в пьесе Три сестры А. П. Чехова в 2006 году.
С 2002 по 2006 год он был постоянным участником ансамбля в Шаушпильхаус Ганновер, где его видели, среди прочего, в Иоганн Кресник в режиссёрской работе Пер Гюнт, в главной роли в Кот на раскалённой крыше Теннесси Уильямс под руководством Кристины Паулхофер, в главных ролях в Шекспир Ричард III и Двенадцатая ночь под руководством Кристины Паулхофер.режиссура Себастьяна Баумгартена, а также заглавная роль в фильме Фридрих Шиллер «Дон Карлос» под руководством Уилфреда Минкса.
Летом 2007 года и снова в 2008 году Шика также можно было увидеть в роли «Смерти» на Зальцбургском фестивале в фильме Гофмансталя «Джедерманн».
Его первое сольное шоу «Окна или: давайте представим Билла Гейтса счастливым человеком», монолог, написанный Маттиасом Грефратом, был поставлен ганноверским Шаушпильхаусом в 2010 году. В пьесе Шик играл роль Билла Гейтса, размышляющего со зрителями о бизнесе, технологиях, нарциссизме и моральных вопросах жизни. Позже он выступил в сольном шоу в театре Софиенсале и снова для немецких солдат, дислоцированных в Афганистане.

## Кино и телевидение
В дополнение к своей театральной работе, Шик активно снимался как в немецких, так и в международных кино-и телепроектах, сыграв роли в более чем 70 фильмах и сериалах. Его работа охватывает от ролей в голливудских постановках до независимого кино.
Возможно, его международная прорывная роль появилась в 21-м фильме Джеймс Бонд, «Казино Рояль» (2006), где Шик играл вместе с Дэниелом Крейгом и Евой Грин в роли телохранителя «Кратта» злодея фильма «Ле Шиффр» (Мадс Миккельсен).
Фильмом открытия «Перспективного немецкого кино» на Берлинале 2007 был «Вертикальное положение» Ханны Швайер, в котором Шик играет главную роль «Джо». В 2008 году Шик сыграл вместе с Александрой Нельдель и Эрханом Эмре роль детектива «Марко Лоренц» в телесериале «Невинный».
В 2008 году он снялся во французском фильме «Ларго Уинч II», сыграв вместе с Шэрон Стоун и Томер Сислей в роли злодея Драгана Лазаревича.
В 2011 году Шик с Сарализой Волм выступил в основном краудфандингфинансируемом эротическом фильме «Отель Желание». В фильме показаны сцены, в которых Волм и Шик занимаются неискажённым сексом.
В 2013 году Шик сыграл во французском двухсерийном телевизионном мини-сериале «Le vol des cigognes» (или « Полёт аистов»), экранизации романа с тем же названием Жан-Кристофа Гранже. Он взял на себя роль полицейского Эрве Дюма, который говорит по-французски, по-английски и по-немецки. Режиссёром был Ян Кунен. В других ролях были Гарри Тредуэй, Пердита Уикс и Рутгер Хауэр. Он был показан в эфире в январе 2013 года Канал +.
В 2014 году Шик присоединился к актёрскому составу Карим Айнуз бразильско-немецкой драмы « Прайя-ду-Футуро», играя, среди прочего, вместе с Вагнером Моурой и Иезуита Барбоса. Позже в том же году он также появился в австрийско-немецком мистическом вестерне «Тёмная долина», режиссёром которого был Андреас Прочаска, с участием Сэма Райли и Паулы Бир.
Вскоре после этого, в 2015 году, Шик появился в немецкой драме Терезы фон Эльц «4 Кениге» вместе с Джеллой Хаасе, Яннисом Нивенером и Паулой Бир. Также в 2015 году он выступил в боевике Ericson Core «Точка разрыва», в частности, с Эдгаром Рамиресом, Люком Брейси и Терезой Палмер.
В 2018 году он выступил в финско-немецком криминальном драматическом сериале «Полярный круг». Играя вместе Максимилиан Брюкнер, Пихла Виитала и Ирина Куустонен среди других, Шик рассматривается в роли Маркуса Эйбена, мультимиллионера, генерального директора фармацевтической компании. Режиссёром сериала является Ханну Салонен, финский режиссёр, базирующийся в Германии.
Совсем недавно Шик появился в Netflix-произведённом биографическом фильме «Серхио» (2019) о жизни противоречивого дипломата Серхио Виейра ди Мелло, наряду с Вагнер Моура и Ана де Армас. В 2019 году он появился в главной роли в первом немецком оригинальном фильме Netflix «Похищение Стеллы» (2019)", режиссёром и сценаристом которого был Томас Зибен, а главные роли исполнили Шик, Джелла Хаасе и Макс фон дер Грёбен.

## Волонтёрская работа и политическое участие
Клеменс Шик открыто занимается политической деятельностью и является активным членом Социал-демократической партии Германии (СДПГ) с 2016 года. Он активно поддерживал кампанию СДПГ, инициированную «Мой голос за разум» в 2016 году.
В 2008 году он посетил немецкий контингент ISAF в местах Масар-и-Шариф (Лагерь Мармал), Кундуз и Файзабад в Афганистане. Здесь он выступил со своим сольным шоу «Окна» для военнослужащих и в сопровождении съёмочной группы для документального фильма Йобста Книгге, который назывался «Солдат: Клеменс Шик играет в театре в Афганистане». Шик снова посетил войска в 2011 и 2012 годах, оказывая поддержку немецким солдатам на афганских военных объектах немецких МССБ войск посредством театральных представлений в Мазари-Шарифе и Кабуле.
Шик также участвовал в «Альянсе против Кастора 2010» и подписал призыв к художникам во многих газетах, призывая население принять участие в протестах против транспортировки Кастора и продления срока действия немецких атомных электростанций.
Шик является членом Human Rights Watch и входит в берлинский комитет хартии. Он является членом Bundesverband Schauspiel (BFFS или Федеральной ассоциации действующих лиц и послом Фонда Хьюго Темпельмана, некоммерческой организации, занимающейся борьбой с ВИЧ в Южной Африке.
В 1996 и снова в 2009 году Шик моделировал в Париже и Берлине для американского фотографа Нан Голдин.
В 2018 году он был назначен послом бренда немецкого люксового бренда Montblanc.

### Фильмография
| Год  | Название                           | Роль             | Прим.                                                                    |
| ---- | ---------------------------------- | ---------------- | ------------------------------------------------------------------------ |
| 2001 | Враг у ворот                       | Фельдфебель      |                                                                          |
| 2006 | Казино «Рояль»                     | Кретт            |                                                                          |
| 2009 | Каждому своё                       | Георг            | Jedem das Seine — Девиз нацистов                                         |
| 2010 | Синди не любит меня                | Франц            |                                                                          |
| 2010 | Транзит                            | Мартин           |                                                                          |
| 2010 | Голливудская Драма                 | Франц Арнольд    | (короткометражка, написанная Sergej Moya), была экранизирована Berlinale |
| 2011 | Ларго Винч: Заговор в Бирме        | Драган Лазаревич | He learned how to skydive                                                |
| 2011 | Немецкий для детей                 |                  |                                                                          |
| 2012 | Сокровища рыцарей: Тайна Милюзины  | Duc de Barry     |                                                                          |
| 2012 | Ты это обещала                     | Йоханесс         |                                                                          |
| 2012 | Дитя                               | Томас Брендман   |                                                                          |
| 2013 | Девочка из Нагасаки                | Принц Ямадори    |                                                                          |
| 2014 | Дом в Берлине                      | Лукас            |                                                                          |
| 2014 | Тёмная долина                      | Луис Бреннер     |                                                                          |
| 2014 | Пляж будущего                      | Кондрад          | German-Brazilian film                                                    |
| 2014 | Лучше, чем ничего                  | Ганс 'The Elvis' |                                                                          |
| 2015 | 4 короля                           | Доктор Вольфф    |                                                                          |
| 2015 | На гребне волны                    | Роч              |                                                                          |
| 2016 | Mann im Spagat: Pace, Cowboy, Pace | Чик Маккуин      |                                                                          |
| 2016 | Автобан                            | Мирко            |                                                                          |
| 2016 | Скрытые резервы                    | Винсент Бауман   |                                                                          |
| 2017 | Овердрайв                          | Макс Клемп       |                                                                          |
| 2017 | Безбашенные                        | Майор Петрович   |                                                                          |
| 2017 | Однажды на индейской земле         | Зольнер          |                                                                          |
| 2017 | Что-то вроде этого                 | Свен             |                                                                          |
| 2018 | Потерянная                         | Йохан            |                                                                          |
| 2020 | Сержиу                             | Габи             |                                                                          |
| 2023 | Догмен                             | Майк Манроу      |                                                                          |

### Работа на телевидении
| Год           | Название                                  | Роль                                                                                             | Заметки                                                                        |
| ------------- | ----------------------------------------- | ------------------------------------------------------------------------------------------------ | ------------------------------------------------------------------------------ |
| 1998          | Balko                                     | Rolf Buderus                                                                                     | Сериал, 1 эпизод                                                               |
| 2000          | Im Namen des Gesetzes                     | Snuff                                                                                            | Сериал, 1 эпизод                                                               |
| 2000          | Ben & Maria — Liebe auf den zweiten Blick | Bens Kumpel                                                                                      | ТВ фильм                                                                       |
| 2001          | Doppelter Einsatz                         | Hesser                                                                                           | Сериал, 1 эпизод                                                               |
| 2001          | HeliCops – Einsatz über Berlin            | Aaron Ludwig                                                                                     | ТВ фильм                                                                       |
| 2001          | Ein starkes Team                          | Jan Neutzner                                                                                     | Сериал, 1 эпизод                                                               |
| 2001-2007     | A Case for Two                            | Holger Offermann (2007)/ Christian Weidenfeld (2005)/ Nicolas Duval (2002)/ Frank Betzner (2001) | Сериал, 4 эпизода                                                              |
| 2000          | Wolff’s Turf                              | Fred Beinlich                                                                                    | Сериал, 1 эпизод                                                               |
| 2000          | Die Cleveren                              | Gregor Terk                                                                                      | Сериал, 1 эпизод                                                               |
| 2006          | Tatort                                    | Matthias Hecht                                                                                   | Сериал, 1 эпизод                                                               |
| 2006          | Das Duo                                   | Karsten Selig                                                                                    | Сериал, 1 эпизод                                                               |
| 2006          | Alarm für Cobra 11 - Die Autobahnpolizei  | Klaus Paschmann                                                                                  | Сериал, 1 эпизод                                                               |
| 2007          | Mitte 30                                  | Produzent Michael                                                                                | ТВ фильм                                                                       |
| 2008          | The Miracle of Berlin                     | Unteroffizier Schröder                                                                           | ТВ фильм                                                                       |
| 2008          | Innocent                                  | Marco Lorenz                                                                                     | Сериал, все 12 эпизодов                                                        |
| 2008          | Ich liebe den Mann meiner besten Freundin | Mark Trenker                                                                                     | ТВ фильм                                                                       |
| 2009          | Killerjagd. Töte mich, wenn du kannst     | Marco Lorenz                                                                                     | ТВ фильм                                                                       |
| 2010          | The Secret of the Whales                  | Dr. Eric Cluster                                                                                 | ТВ фильм                                                                       |
| 2010          | Killerjagd. Schrei, wenn du dich traust   | Marco Lorenz                                                                                     | ТВ фильм                                                                       |
| 2011 and 2015 | Nachtschicht                              | Ronny Vogel (2015)/ Franz Pirroni (2011)                                                         | Сериал, 2 эпизода                                                              |
| 2012          | Mord in Ludwigslust                       | Ben Martin                                                                                       | ТВ фильм                                                                       |
| 2012          | Wolff — Kampf im Revier                   | Ромео                                                                                            | ТВ фильм                                                                       |
| 2012          | В поисках Янтарной комнаты                | Ян ван Хассель                                                                                   | ТВ фильм                                                                       |
| 2013          | The Old Fox                               | Hans Eigendorf                                                                                   | Сериал, 1 эпизод                                                               |
| 2013          | Rosa Roth                                 | Prosecutor Gander                                                                                | Сериал, 1 эпизод                                                               |
| 2013          | Letzte Spur Berlin                        | Mike Drobowsky                                                                                   | Сериал, 1 эпизод                                                               |
| 2013          | Flight of the Storks                      | Hervé Dumaz                                                                                      | Мини-сериал, 2 эпизода                                                         |
| 2013          | Das Jerusalem-Syndrom                     | Peter                                                                                            | ТВ фильм                                                                       |
| 2014          | Matador                                   | Darko                                                                                            | Сериал, 1 эпизод                                                               |
| 2016          | Treffen sich zwei                         | Thomas                                                                                           | ТВ фильм                                                                       |
| 2016          | Sommernachtsmord                          | Elmar Löffelhart                                                                                 | ТВ фильм                                                                       |
| 2017-2019     | Der Barcelona Krimi                       | Xavi Bonet                                                                                       | Сериал, 2 эпизода                                                              |
| 2018          | Tannbach                                  | Wolfgang Herder                                                                                  | Сериал, 3 эпизода, known as English subtitled version as 'Line of Separation'. |
| 2018          | Dengler                                   | Malakov                                                                                          | Сериал, 1 эпизод                                                               |
| 2018-2019     | Полярный круг                             | Marcus Eiben                                                                                     | Сериал, 9 эпизодов                                                             |
| 2019          | Kidnapping Stella                         | V                                                                                                | TV Movie, produced by Netflix                                                  |
| 2022- н.в.    | Андор                                     | Andor                                                                                            | Сериал                                                                         |

## Другие работы
В 2016 году он был главным действующим лицом в музыкальном клипе на трек Фриц Калькбреннер «В этой игре».